# Artéria supraescapular
A artéria supraescapular é um ramo do tronco tireocervical.